# Leon Greenman
Leon Greenman (n. 18 decembrie 1910 – d. 7 martie 2008) a fost un militant englez antifascist și supraviețuitor al Lagărului de concentrare Auschwitz.
A descris această experiență de viață într-o carte intitulată  An Englishman in Auschwitz ("Un englez la Auschwitz").
Secțiunea referitoare la Holocaust din cadrul Muzeului Evreiesc din Londra îi este dedicată.
1. ↑  Auschwitz Prisoners Database, accesat în 12 martie 2022
2. 1 2  Leon Greenman, SNAC, accesat în 9 octombrie 2017